# 猫のゆりかご
『猫のゆりかご』（ねこのゆりかご、Cat's Cradle）は、1963年に出版されたアメリカの作家カート・ヴォネガットのSF小説。世界を滅ぼす力を持つ発明品「アイス・ナイン」を巡る物語であり、科学や宗教、国家などを独特のユーモアを交えながら風刺している作品。作者の代表作であり出世作である。
シカゴ大学は、ヴォネガットの元々の修士論文を却下したが、1971年に本作をもってヴォネガットに人類学の修士号を授与している。

## あらすじ
語り手のジョーナは原子爆弾が日本に投下された日についての本を執筆するため、原爆の開発者である故人フィーリクス・ハニカー博士の息子である小人のニュートに手紙を書く。その後、ハニカー博士の過ごしたニューヨーク州イリアムに取材に赴き、かつての上司ブリード博士から、ハニカー博士はあらゆる液体を固体化するアイス・ナインという物質のアイデアを語っていたと聞く。しかしブリード博士はそんなものは実在しないと語る。
その後、ジョーナはハニカー博士のもう一人の息子、フランクがサン・ロレンゾ共和国という南国の独裁国家の写真記事に写っているのを見つけ、サン・ロレンゾに取材に行く。飛行機の中で、ミントンという新任アメリカ大使の夫婦と、クロズビーという実業家の夫婦、そしてニュートとその姉アンジェラと出会う。サン・ロレンゾはライオネル・ボイド・ジョンスン（ボコノン）とマッケーブ伍長という入植者によって開拓され、ボコノンがはじめたボコノン教が普及している。現在のサン・ロレンゾの独裁者はマッケーブ伍長の元召使であるパパ・モンザーノであり、パパの養女である美女モナにジョーナは一目惚れする。しかしモナは次期国王であるフランクと結婚する予定だった。
サン・ロレンゾに着くと、パパ・モンザーノが病のため倒れる。ジョーナは、慈善病院を経営しているジュリアン・キャッスルと、その息子でホテルの経営者であるフィリップ・キャッスルと出会う。やがてジョーナはフランクに呼び出され、自分の代わりにサン・ロレンゾの大統領になってくれと依頼される。ジョーナは承諾し、モナを許嫁とする。
ジョーナの大統領就任式の直前、病床のパパ・モンザーノはアイス・ナインを飲んで自殺する。アイス・ナインは実在し、ハニカー博士が死んだ際に、3人の子供たちが分け合って手元に持っていたのだった。ジョーナたちは死体を始末し、就任式の前のセレモニーに向かう。しかしセレモニーに使用する飛行機がパパの死体がある城に衝突し、海に落下する。その瞬間、全世界の海がアイス・ナインに汚染され凍りついてしまう。
ジョーナとモナはシェルターに逃げ込む。数日後、地上に出るとそこは生命が死に絶えた世界となっていた。住民たちは皆死んでおり、モナも自殺する。生き残ったのはジョーナの他、クロズビー夫妻とフランクとニュートだけだった。彼らだけの自給自足の生活が6ヶ月続いた後、ニュートと共に車を運転していたジョーナはボコノンを発見する。ボコノンは『ボコノンの書』の最後の章を書いたと語る。

## 主な登場人物
ジョーナ
主人公。本作の語り手。ノンフィクション作家。かつてはキリスト教徒だったが、物語を通じてボコノン教徒に改宗する。自分の祖先が注文した天使の像をたまたまイリアムの墓石屋で発見する。
両親から名づけられた名前はジョンだが、ジョーナ（『旧約聖書』の預言者ヨナ）と名乗っている。なお、書き出しの「わたしをジョーナと呼んでいただこう」（Call me Jonah.）は、ハーマン・メルヴィルの小説『白鯨』の書き出し「わたしをイシュメイルと呼んでいただこう」（Call me Ishmael.）のもじり。
フィーリクス・ハニカー
原子爆弾の生みの親の博士。イリアムのジェネラル金属に勤めていた。ノーベル物理学賞受賞者。変わり者で研究以外のことにはほとんど興味を示さない。アイス・ナインを自宅で研究中に死んでしまう。アンジェラ、フランク、ニュートの3人の子供がいる。
エミリー・ハニカー
ハニカー博士の妻。ニュートを産んだ際に死んでしまう。
ニュートン・ハニカー（ニュート）
ハニカー博士の息子。小人。ジョーナと同じくコーネル大学出身。絵を描く。ズィンカというウクライナ出身の小人のダンサーと婚約していた。
アンジェラ・ハニカー・コナーズ
ニュートの姉。馬面で大柄。父やニュートたちの母親代わりの存在として身の回りの面倒を見ていた。父の死後、父の部下だったハリスン・C・コナーズという男と結婚しており、インディアナ州に住んでいる。クラリネットの腕は非常に高い。
フランクリン・ハニカー（フランク）
ニュートの兄。26歳。イリアムでは「ジャックのホビイ・ショップ」で働いていた。父の葬式の後に失踪し消息不明だったが、その後サン・ロレンゾの大臣となる。機械に強い。
エイサ・ブリード
ジェネラル金属の研究所担当副社長。ハニカー博士のかつての上役。ハニカー博士の妻と一時期付き合っていた。弟のマーヴィン・ブリードは墓石店を経営している。
ホーリック・ミントン
サン・ロレンゾの新任アメリカ大使。妻とはとても親密。
クレア・ミントン
ホーリックの妻。かつて索引作成の仕事をしていた。
H・ロウ・クロズビー
シカゴで自転車工場を経営している50代の男。サン・ロレンゾには工場を移転するためにやってきた。気に入らない人間を「ちびっちょ」と呼ぶ。
ヘイズル・クロズビー
H・ロウ・クロズビーの妻。ジョーナが自分と同じインディアナ出身であることから、自分を「ママ」と呼ばせる。
ライオネル・ボイド・ジョンスン（ボコノン）
トバゴ島出身の黒人。航海を繰り返し世界を旅する中で、ラムファルド家で働き、マッケーブと出会い、1992年サン・ロレンゾに流れ着き、この地をユートピアにしようと考える。ボコノン教を設立し、自らは姿を隠してあえてマッケーブに自分を捜索させる。
アール・マッケーブ
アメリカ海軍の脱走兵の伍長。ボコノンとともに国を統治するが、後に自殺する。
"パパ"・モンザーノ
かつてのマッケーブの召使で、現在のサン・ロレンゾの大統領。非常に高齢。
モナ・アーモンズ・モンザーノ
肌は褐色で髪は金色の非常に美しい娘。18歳。父親ネスター・アーモンズはジュリアン・キャッスルに依頼されて病院を設計し、"パパ"・モンザーノの養女となる。
ジュリアン・キャッスル
サン・ロレンゾの密林に無料病院「ジャングルの希望と慈悲の館」を建設した富豪。父親はボコノン達がやってくる前、サンロレンゾで砂糖工場を運営していた。
フィリップ・キャッスル
ジュリアン・キャッスルの一人息子。サン・ロレンゾのホテル「カサ・モナ」の支配人で『サン・ロレンゾ――その国土、歴史、国民』の執筆者。皮肉屋な性格。モナとは幼なじみで、ボコノンを家庭教師として育った。
ドクター・シュリヒター・フォン・ケーニヒスワルト
大統領の主治医。ドイツ人で元SS所属、アウシュビッツで医者として働いていた。

## 用語
アイス・ナイン
氷の架空の結晶構造で、常圧下における融点は摂氏45.8度。常温の水はアイス・ナインに対して過冷却状態であるため、水が接触すると連鎖反応的にアイス・ナインとして凝固する。元々はハニカー博士が海兵隊の沼地対策のために依頼されたことがきっかけで発明された。ブリード博士らは存在を知らなかったが、ハニカー博士の3人の子供らによって秘密裡に持ち出された。その後、子供たちを通じてアメリカとソ連、サン・ロレンゾに軍事用物質として渡る。僅かでも体表の水分に接触すると全身が硬化して死に至る。物語の終わりで、事故によって海に落下し、全世界の海を凍結させて世界を滅亡させた。
サン・ロレンゾ共和国
南国の独裁国家。人口45万人。首都はボリバル。主要輸出品目は砂糖、コーヒー、バナナ、藍、民芸品。16世紀からたびたび西洋諸国の植民地支配を受けてきたが、領土としての価値がまったくなかったため、領土権を強く主張する国は現れなかった。公用語は英語だが、訛りが非常に強い。住民たちは皆痩せている。
「民主主義に殉じた百人の戦士の日」として第二次大戦時に戦死した兵士を称える記念日がある。
ボコノン教
サン・ロレンゾ共和国に普及している宗教。詳細はボコノン教を参照。
猫のゆりかご
あやとり（Cat's cradle）の技の一つ。両手のあいだにいくつもXを作る様が猫の揺り籠に見えることから。原爆が落とされた日、ハニカー博士があやとりで作っていた。サン・ロレンゾでもニュートがジョーナに度々やって見せる。

## 日本語訳
- カート・ヴォネガット・ジュニア『猫のゆりかご』早川書房〈ハヤカワ・ノヴェルズ〉、1968年。
- カート・ヴォネガット・ジュニア『猫のゆりかご』早川書房〈ハヤカワ文庫 SF 353〉、1979年7月。ISBN 4-15-010353-4。

## 文化的影響
- グレイトフル・デッドが設立した音楽出版社の名前は、アイス・ナイン・パブリッシング（Ice Nine Publishing）。
- アル・パチーノとコリン・ファレルが出演した2003年の映画『リクルート』に登場するCIAが開発した強力なコンピュータ・ウイルスの名前は、アイス9（ICE-9）。
- 矢作俊彦の小説『ららら科學の子』では、主人公の妹が本書を主人公の荷物に紛れ込ませる。